# Opowieści o Bauchelainie i Korbalu Broachu
Opowieści o Bauchelainie i Korbalu Broachu (ang. The Tales of Bauchelain and Korbal Broach) – seria nowel fantasy napisana przez kanadyjskiego pisarza Stevena Eriksona. Została osadzona w świecie Malazańskiej Księgi Poległych, lecz nie nawiązuje do głównego wątku serii, skupiając się na losach pary nekromantów, Bauchelaina i Korbala Broacha, oraz ich pechowego sługi, Emancipora Reese'a.

## Części serii
- Krwawy trop (ang. Blood Follows) opublikowano po raz pierwszy w 2003 w Wielkiej Brytanii. W Polsce pojawiła się w roku 2004 wydana nakładem wydawnictwa Mag w tłumaczeniu Michała Jakuszewskiego.
- Zdrowe zwłoki (The Healthy Dead) opublikowano po raz pierwszy w 2004
- Męty Końca Śmiechu (The Lees of Laughter's End) opublikowano po raz pierwszy w 2007, w Polsce w 2008[1]
- Szlak Potłuczonych Dzbanów (Crack’d Pot Trail) opublikowano po raz pierwszy w 2009
- Żmijce przy Plamoujściu (The Wurms of Blearmouth) opublikowano po raz pierwszy w 2012
- Biesy z Koszmarii (The Fiends of Nightmaria) opublikowano po raz pierwszy w 2016
- Upon a Dark of Evil Overlords opublikowano po raz pierwszy w 2020